# Encoeliopsis rhododendri
Encoeliopsis rhododendri är en svampart som först beskrevs av Ces. ex Rabenh., och fick sitt nu gällande namn av John Axel Nannfeldt 1932. Encoeliopsis rhododendri ingår i släktet Encoeliopsis och familjen Helotiaceae.  Arten är reproducerande i Sverige. Inga underarter finns listade i Catalogue of Life.